# Bibliotheca Augustana
Die Bibliotheca Augustana ist eine digitale Bibliothek von E-Texten der Weltliteratur in verschiedenen Sprachen, die von Ulrich Harsch, früher tätig als Professor für Kommunikationsdesign und elektronisches Publizieren an der Fakultät für Gestaltung der Hochschule Augsburg, seit 1997 als privates Projekt auf deren Webserver bereitgestellt wird.
Die litteraturae et artis collectio mit lateinischer Benutzerführung auf der Hauptseite umfasst Texte in den Sprachen: Latein, Griechisch, Deutsch, Englisch, Französisch, Italienisch, Spanisch, Polnisch, Russisch und Jiddisch. Ein Museum virtuale enthält Abbildungen von Kunstwerken vor allem aus vorgeschichtlicher Zeit.
Kritisch wird gegen die viel gerühmte und auch aufgrund ihrer eleganten Gestaltung hoch angesehene Textsammlung von Harsch eingewandt, dass die tatsächlich verwendete Textgrundlage des E-Textes vielfach nicht angegeben werde und die Texte daher nicht zitierfähig seien.
Seit 2008 ist die Internetseite in das Langzeitarchivierungsprogramm der Bayerischen Staatsbibliothek aufgenommen.

## Kommentar
Dieter E. Zimmer schrieb in Zeit Online:

„Ausgewählte lateinische, griechische, deutsche, englische, französische, italienische, spanische, polnische, russische und jiddische Texte, grafisch ganz exquisit dargeboten von Microsoft-Hasser Ulrich Harsch, ehemaliger Professor für Kommunikationsdesign und elektronisches Publizieren an der Fachhochschule Augsburg […] Der Witz dieser bibliotheca besteht darin, dass sie und auch ihr schmaler erklärender Rahmen vollständig in Latein daherkommen, eingeschlossen gute Ratschläge wie cave Gatem et Exploratorem! Wer Billem Gatem weniger cavet als der Internet-Anthologist dieses Site, hat übrigens nicht weniger davon. Die Texte sehen in Harschs Präsentation so schön aus, dass man fast denkt, der Bildschirm könnte dem gedruckten Buch vielleicht doch das Wasser abgraben.“